# Institut National de la Statistique et de la Démographie
Institut National de la Statistique et de la Démographie (INStaD; deutsch Nationales Institut für Statistik und Demografie) ist das beninische amtliche Statistische Amt mit Sitz in Cotonou, dem Regierungssitz und wirtschaftlichen Zentrum des westafrikanischen Landes.

## Geschichte
Durch die Verordnung Nr. 73-72 vom 16. Oktober 1973 erfolgte die Gründung der Einrichtung unter dem Namen Institut national de la statistique et de l'analyse économique (INSAE; deutsch Nationales Institut für Statistik und Wirtschaftsanalyse). Später gab es durch das Dekret Nr. 97-168 vom 7. April 1997 eine erste Modifizierung und durch das Dekret Nr. 2021 - 523 vom 13. Oktober 2021 eine Umbenennung in den heutigen Namen. Zugleich wechselte die Aufsicht innerhalb der Regierung vom Ministerium für Planung und Entwicklung (Ministère du Plan et du Développement) hin zum Wirtschafts- und Finanzministerium (Ministère de l'Economie et des Finances, MEF).

## Aufgaben
Das Institut ist eine juristische Person, finanziell autonom und verantwortlich für das Sammeln, Produzieren, Analysieren und Verbreiten von Informationen über die beninische Wirtschaft und Gesellschaft. Der fünfköpfige Vorstand wird für drei Jahre berufen und setzt sich aus Vertretern zusammen, von denen je einer vom Präsidenten, der Zentralbank, dem Wirtschafts- und Finanzministerium, Ministerien Planung und Entwicklung sowie dem Landwirtschaftsministerium bestellt wird. Als erster Leiter der Behörde unter ihrem neuen Namen wurde Herman Orou Takou, der Vertreter des Wirtschafts- und Finanzministeriums.
Das Institut hat u. a. (umfassende) Volkszählungen in den Jahren 1992 und 2002 sowie 2013 durchgeführt.